# Katinka Bock

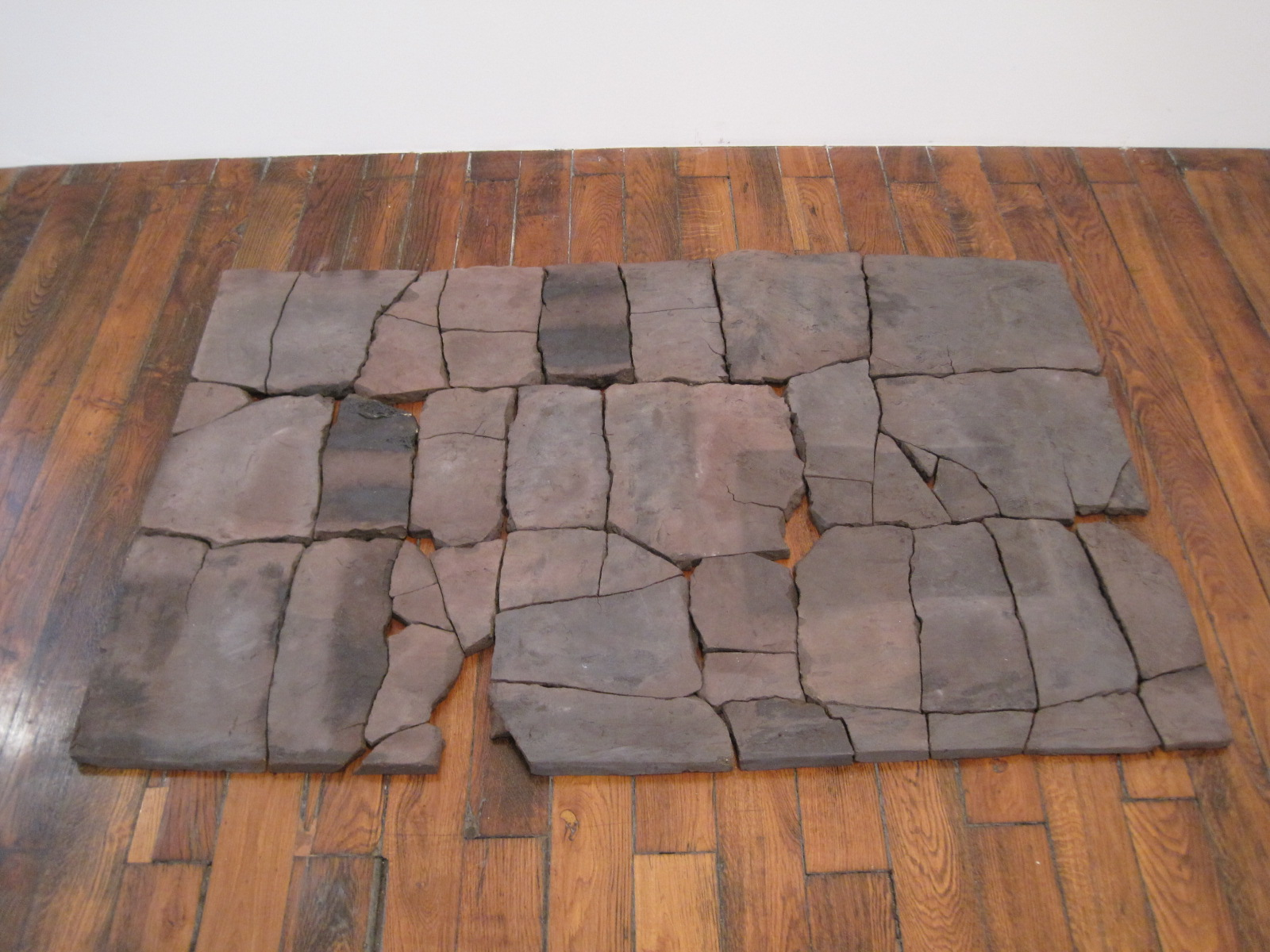
Keramik von Katinka Bock im Kunstmuseum in Montbéliard

Katinka Bock (* 1976 in Frankfurt am Main) ist eine deutsche Bildhauerin und Installationskünstlerin. Sie lebt und arbeitet in Berlin und Paris.

## Leben und Werk
Katinka Bock studierte Bildhauerei an der Kunsthochschule Berlin-Weißensee und wurde Meisterschülerin von Inge Mahn. Sie erhielt zahlreiche Auszeichnungen für ihr Werk, darunter 2002 der Marion-Ermer-Preis. An der École nationale des beaux-arts de Lyon studierte sie bis 2005.
Skulpturen, Filme, Fotografien und vor allem Installationen gehören zum Werk von Katinka Bock. Thematisch widmet sie sich strukturellen Untersuchungen von Gesellschaftsverhältnissen und kulturell definierten Räumen. Sie arbeitet mit leicht modifizierten Fundstücken und natürlichen Materialien, Holz, Leder, Stein, Stoff, Gips, Grafit und Ton.
„Trostpfützen“ ist ein Werk aus dem Jahr 2010. 46 Tonplatten mit einer Vertiefung in der Mitte liegen in quadratischer Form auf dem Boden. In den Mulden der Kacheln befindet sich Wasser, welches, abhängig von der Tiefe des Beckens, mit unterschiedlicher Geschwindigkeit verdunstet. Variierende Wasserstände und überlagernde Kalkränder auf den tönernen Formen sind die Folge. In den Pfützen spiegelt sich die Tageslichtdecke des Ausstellungsraums. Die „Trostpfützen“ wurden von Katinka Bock für die Sonderausstellung „Neue Alchemie. Kunst der Gegenwart nach Beuys“ des LWL-Museum für Kunst und Kultur angefertigt.
In der Laudatio zum 2012 erhaltenen Dorothea-von-Stetten-Kunstpreis heißt es:

„Die Künstlerin überzeugt durch die Verwendung einfacher, natürlicher Materialien, mit denen sie auf stets sehr nachvollziehbare und dabei beeindruckende Art und Weise subtile und sinnlich erfahrbare Spannungsverhältnisse aufbaut, oder skulpturale Balancen herstellt. Dabei gelingt es ihr, das künstlerische Feld über die verschiedensten Medien wie Skulptur, Film, Papierarbeiten, Installationen, ja sogar Malerei gleichermaßen eindrucksvoll zu bearbeiten.“

## Auszeichnungen (Auswahl)
- 2012: Prix Fondation d’entreprise Ricard

## Ausstellungen (Auswahl)

### Einzelausstellungen
- 2021/22 Dem Wasser folgen. Prolog: Katinka Bock Kunsthalle Bielefeld, Bielefeld
- 2015 Kunstmuseum Luzern, Luzern
- 2014 Farben dieses Meeres Städtische Galerie Lüdenscheid, Lüdenscheid
- 2010 Katinka Bock Kunstmuseum Stuttgart, Stuttgart
- 2009 Kunstverein Nürnberg, Nürnberg, Kuratorin: Kathleen Rahn
- 2009 The sound of distance SBKM De Vleeshal, Middelburg, Kurator: Lorenzo Benedetti

### Gruppenausstellungen
- 2022 Dem Wasser folgen Kunsthalle Bielefeld, Bielefeld
- 2015 Ceramix Bonnefantenmuseum, Maastricht
- 2014 Unstable Places Israel-Museum, Jerusalem
- 2013/14 Donation Guerlain, MNAM Centre Georges Pompidou, Paris
- 2012/13 Dorothea-von-Stetten-Kunstpreis, Kunstmuseum Bonn, Bonn
- 2011/13 Köln Skulptur #6 Skulpturenpark Köln, Köln
- 2012 Kaskade, Rathausgalerie Kunsthalle der Hypo-Kulturstiftung, München
- 2010/11 Neue Alchemie. Kunst der Gegenwart nach Beuys LWL-Landesmuseum für Kunst und Kultur, Münster, Kuratorin: Melanie Bono
- 2010 New Frankfurt Internationals: Stories and Stages Museum für Moderne Kunst (MMK), Frankfurt am Main[6]
- 2009 Colossal Osnabrücker Land, Kurator: Jan Hoet
- 2008 Here We Dance Tate Gallery of Modern Art, London, Kuratorinnen: Vanessa Desclaux, Ann Coxon
- 2006 Videofoyer Saarländisches Künstlerhaus, Saarbrücken
- 2005 Urbane Realitäten: Fokus Istanbul Martin-Gropius-Bau, Berlin
- 2003 Skulptur Biennale Münsterland, Warendorf[7]